# Alklometazon
Alklometazón je sintetični kortikosteroid z zmernim učinkom, ki se uporablja za dermalne kreme in mazila.

## Mehanizem delovanja
Alklometazon je zmerno močan sintetičen nefluoriran kortikosteroid, ki deluje protivnetno, antipruriginozno, imunosupresivno, vazokonstrikcijsko in antiproliferacijsko. Protivnetno delovanje je posledica zmanjšanega ustvarjanja, sproščanja in učinkovanja posrednikov vnetja, kot so npr. kinini, histamin, lizosomski encimi, prostaglandini in levkotrieni. Kortikosteroidi preprečujejo vazodilatacijo (širjenje krvnih žil) in večanje prepustnosti krvnih žil, zaradi česar je zmanjšana migracija vnetnih celic na mesto vnetja v tkivu. S tem se  zmanjšuje prehajanje seruma iz žilja, oteklina in bolečina. Imunosupresivno delovanje se kaže z zaviranjem toksičnega učinka kompleksa antigen-protitelo, ki s precipitacijo na stene krvnih žil po eni strani povzroča kožni alergijski vaskulitis, po drugi pa inhibira delovanje limfokinov, ciljnih celic in makrofagov, ki sodelujejo pri nastanku alergijskega kontaktnega dermatitisa. Antiproliferacijski učinek alklometazona se kaže z zmanjšanjem mitotične aktivnosti v bazalni plasti keratinocitov povrhnjice kože, kar zmanjša hiperplazijo epidermisa, ki je značilen npr. za luskavico.

## Indikacije
Alklometazon se uporablja za zdravljenje dermatoz, kot so na primer atopični dermatitis, kontaktni dermatitis, luskavica.

## Neželeni učinki
Resni neželeni učinki, ki jih lahko povzroči topična uporaba aklometazona, so hudo draženje na koži in znaki sistemskega delovanja zaradi absorpcije skozi kožo (motnje vida, motnje razpoloženja, nespečnost, povečanje telesne teže, zatekanje obraza, mišična oslabelost, utrujenost). Blažji neželeni učinki med drugim zajemajo izpuščaj, srbenje, pekoč občutek, rdečina, suho kožo, stanjašnje ali zmehčanje kože, otekanje lasnih mešičkov, spremembo barve kože ali pojav mehurčkov, mozoljev ali krast na zdravljenih predelih kože, strije.